# Histoire de l’hôpital à Reims
Le présent article a pour objet de décrire l’histoire de l’hôpital à Reims. L’hôpital devant être pris dans son sens le plus large tel l’hospice qui accueillait les pèlerins et les indigents et devait les nourrir et en prendre soin.

## AuVIesiècle
Le premier hospice apparait au VIe siècle à Reims pour accueillir les pèlerins.
Le concile d’Orléans décrète  en application du principe de la charité chrétienne, la mission de « recueillir » les pèlerins, et les indigents, de les nourrir et d’en prendre soin, à défaut de pouvoir les soigner.
Il attribue aux biens hospitaliers un caractère inaliénable, ce qui permet de leur garantir une partie de leur autofinancement.

## AuIXesiècle
Vers 881, l’évêque Hinmar précise à l’ensemble de ses évêques que les pauvres et les pèlerins devaient être reçus dans des lieux séparés.

### L’Hôtel-Dieu de Reims
La construction de l’Hôtel-Dieu de Reims est attribuée à l’évêque Hinmar.
L’Hôtel dieu de Reims ainsi construit sera maintenu sur site jusqu'à son transfert, en 1827, dans les locaux de l'abbaye de Saint-Rémi.

### Annexe de l’Hôtel dieu de Reims: la Buerie
Le terrain est situé en dehors des remparts, sur la rive gauche de la Vesle.
Il servait aux lavandières (désignait autrefois, les femmes qui lavaient le linge) pour blanchir les draps le linge et les draps de l'hôtel-Dieu (soit l'hôpital des malades).
D'où son nom de buanderie, dans laquelle la vapeur d'eau et la buée en résultant lui ont aussi donné le nom de buerie.
Le site servait aussi à isoler les malades contagieux.
C'est également à la buerie que le chirurgien Nicolas Colin est mort de la peste en s'isolant avec les malades.

## AuXIIesiècle

### Léproserie: Saint-Lardre-aux-hommes ou Hôpital saint-Éloi

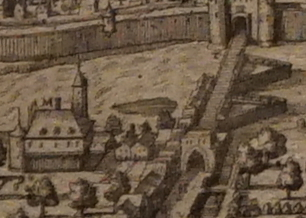
La burie, enclave de l'Hôtel-dieu avec son clocher, proche de la porte de Vesle, léproserie ? Plan Matthäus Merian de 165.

La léproserie de Saint-Lardre-aux-hommes était située sur la rive gauche de la Vesle, au-delà de la porte de Vesle. L’hypothèse la plus probable de sa date de création est celle de 1146.

### Léproserie: Saint-Lardre-aux-femmes ou Hôpital Sainte-Anne
La léproserie de Saint-Lardre-aux-femmes était située sur la rive gauche de la Vesle, au-delà de la porte de Fléchambault. L’hypothèse la plus probable de sa date de création est celle de 1146.

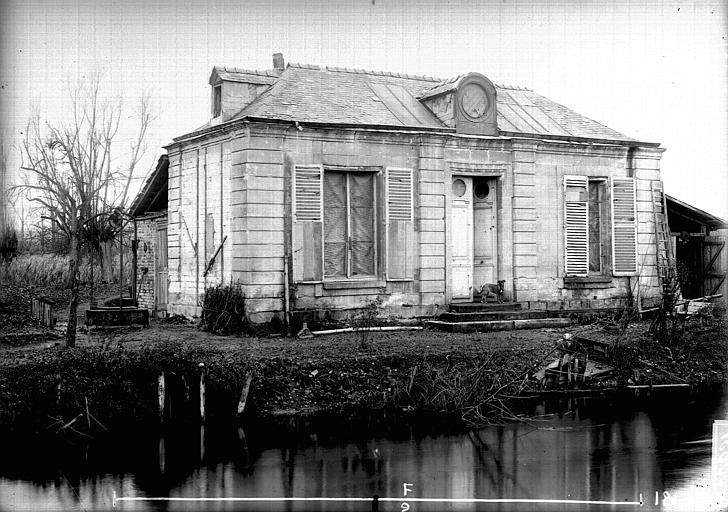
Léproserie, photographie de 1919.

## AuXIIIesiècle

### L’hôpital Saint-Antoine de Reims

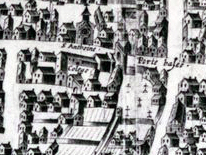
La chapelle, avec son clocher, de l'hôpital st-Antoine, plan Picart de 1617.

L’hôpital Saint-Antoine de Reims a été créé en 1201 et fermé vers 1788.

## AuXVIIesiècle

### L’hôpital Saint-Marcoul ou des scrofuleux
En 1646, une maison est mise à la disposition de Marguerite Rousselet rue du Bourg-Saint-Denis. Elle s'occupait des scrofuleux et eut le soutien de Mme Colbert de Magneux et de Léonor d'Estampes de Valençay. C'est ce dernier qui lui donne le nom de Marcoul le 31 août 1647. En 1651, l'abbé de Saint-Denis de Reims, cède les bâtiments du couvent des béguines de Sainte-Agnès, elles avaient encore ceux de Clairmarais. Les sœurs pouvaient rester rue du bourg Saint-Denis et y officiaient encore. Le chapitre de Saint-Denis confirme en 1655 et le conseil de la ville en 1684. L’hôpital Saint-Marcoul  sera renommé en Hospice Noël-Caqué, approuvé par décret ministériel du 1er décembre 1902.

### L’hôpital Sainte-Marte dit des «Magneuses»

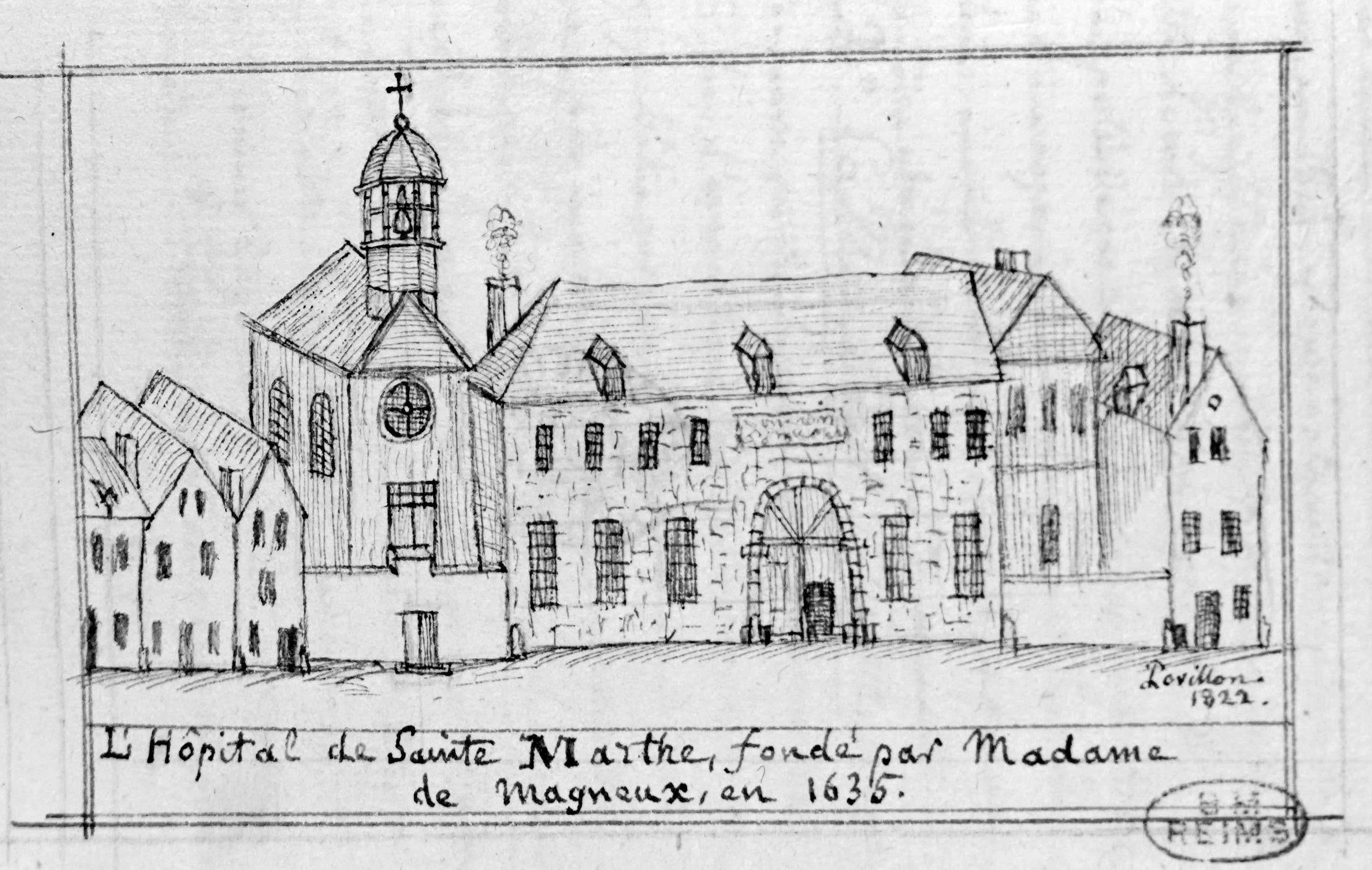
Les Magneuses par Étienne Povillon-Piérard.

L’hôpital Sainte-Marte dit aussi des « Magneuses », du nom de Mme Des Magneux fondatrice en 1638, est un établissement destinée aux jeunes filles pauvres .

### L’hôpital des Orphelins
L’hôpital des Orphelins est fondé en 1662 est tenu par les sœurs de l'Enfant-Jésus.

## AuXVIIIesiècleavant la Révolution
En 1699, on commence à prélever un impôt, appelé droit des pauvres sur les théâtres en faveur des hôpitaux.

### Hospice dans l'ancien collège des Jésuites

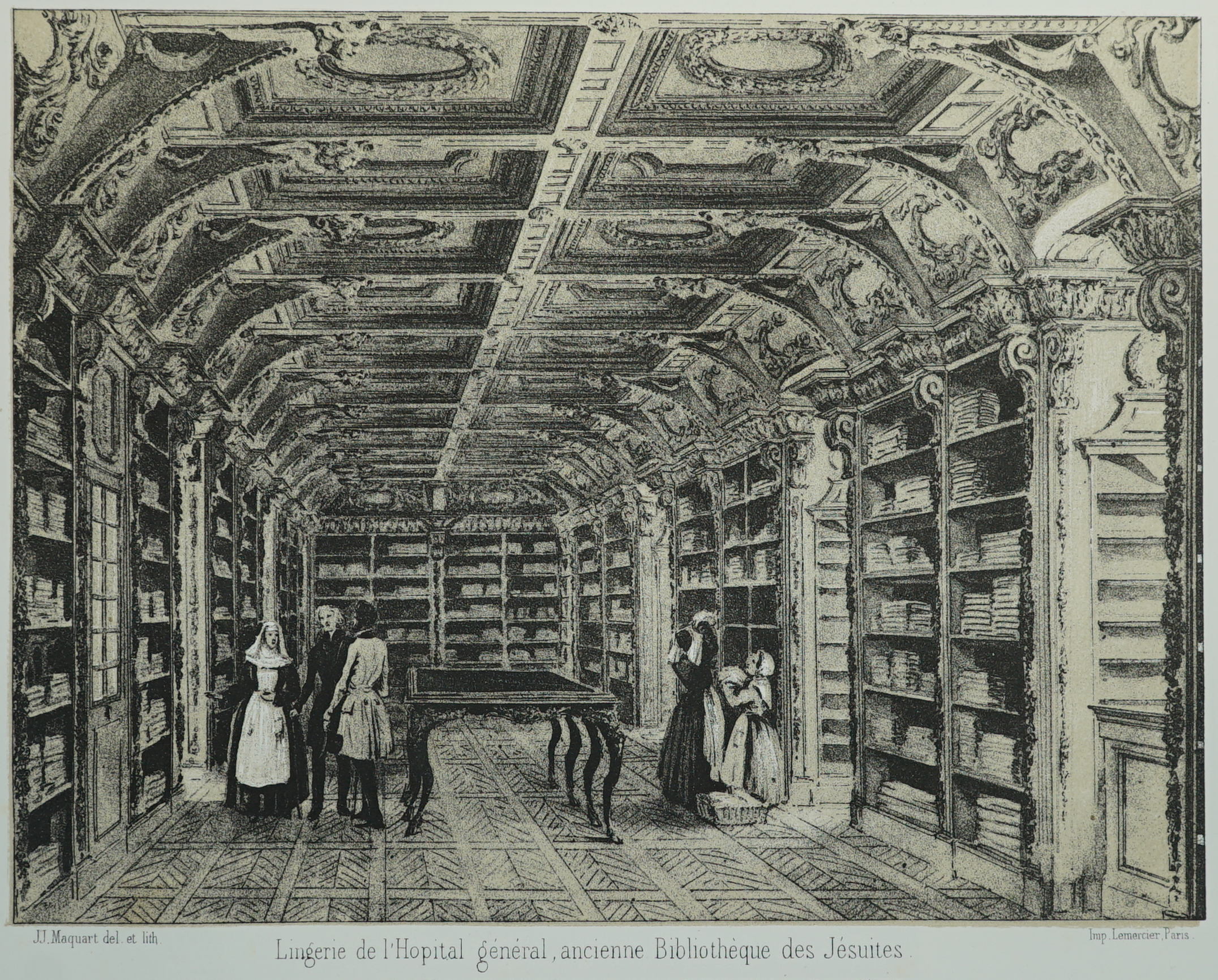
Les sœurs officiant dans l'ancienne bibliothèque transformée en lingerie.

Après le bannissement des Jésuites en mai 1762, le collège des Jésuites de Reims est saisi. En janvier 1766, l'hôpital général entrait en possession des bâtiments qui sert alors comme hospice jusqu'en 1772. Les Magneuses, fondation créée par la veuve de Nicolas Colbert, s'installèrent dans une partie du collège en 1791 pour y accueillir des filles pauvres ayant entre 10 et 15 ans et leur donner une éducation. Elles vont occuper le collège jusqu'au milieu du XXe siècle avant qu'il ne serve d’hébergement des étudiants en droit en 1967.

## L’hôpital de Reims et la Révolution
Au niveau national, les révolutionnaires prennent le parti de la fermeture des hôpitaux pour lutte contre la mendicité.
Ils confisquent les hôpitaux aux congrégations religieuses en 1790 et les nationalisent par un décret du 23 messidor de l’an II (1794). Mais la situation des hôpitaux étant devenue plus critique qu’auparavant, le Directoire remet aux communes la gestion des hôpitaux en 1796.

## AuXIXesiècle

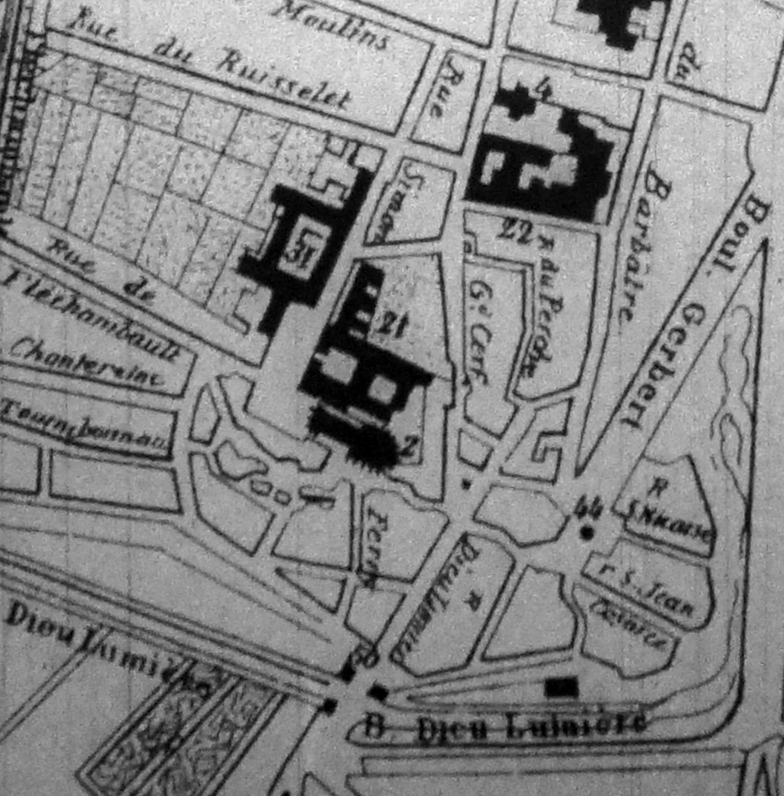
Le quartier de l'abbaye, l'église N° 2, la maison de retraite, N° 31 et l'école de médecine, N° 21.

### École de médecine de la rue Simon
Au début du XIXe siècle, Jean-Claude Navier (né à Châlons-sur-Marne en 1750 – mort à Reims en 1828) médecin en chef des hospices civils de Reims, crée en 1809, l'École de médecine rue Simon dont il fut le premier directeur et qu’il dirigea pendant vingt ans.
Tout le quartier Saint-Remi, avec cette école de médecine, a été détruit dans les années 1965, compte tenu de sa vétusté, pour rebâtir un nouveau quartier.

### Transfert de l’Hôtel-Dieu de Reims dans l’ancienne abbaye de Saint-Remi
En 1827, l’hôpital civil (ancien hôtel-Dieu de Reims) est transféré dans les locaux de l’ancienne abbaye de Saint-Remi reconstruit à la suite d’un terrible incendie, qui avait éclaté dans l'abbaye, la nuit du 15 au 16 janvier 1774 et l’avait détruit.

### Maison  municipale  de  retraite

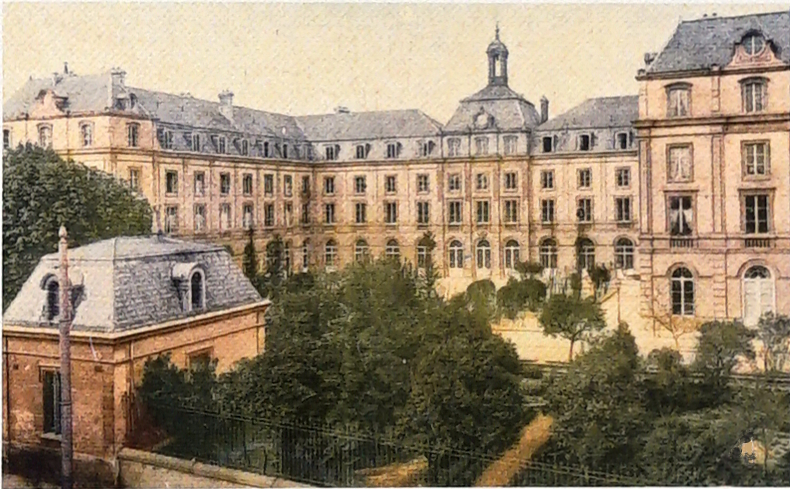
La maison municipale de retraite.

Fondée en 1860, la maison municipale de retraite est construite au 26 rue Simon, sur les plans de l'architecte  Narcisse Brunette. Elle est détruite dans le cadre de la rénovation du quartier de St Rémi en 1971.

### Maison Saint-Martin
La maison de retraite Saint-Martin est bâtie, de 1873 à 1878, à l’initiative de la congrégation des Petites Sœurs des pauvres par l’architecte Alphonse Gosset. Elle est située 38, rue de Bétheny,

### La maison de convalescence Sébastopol

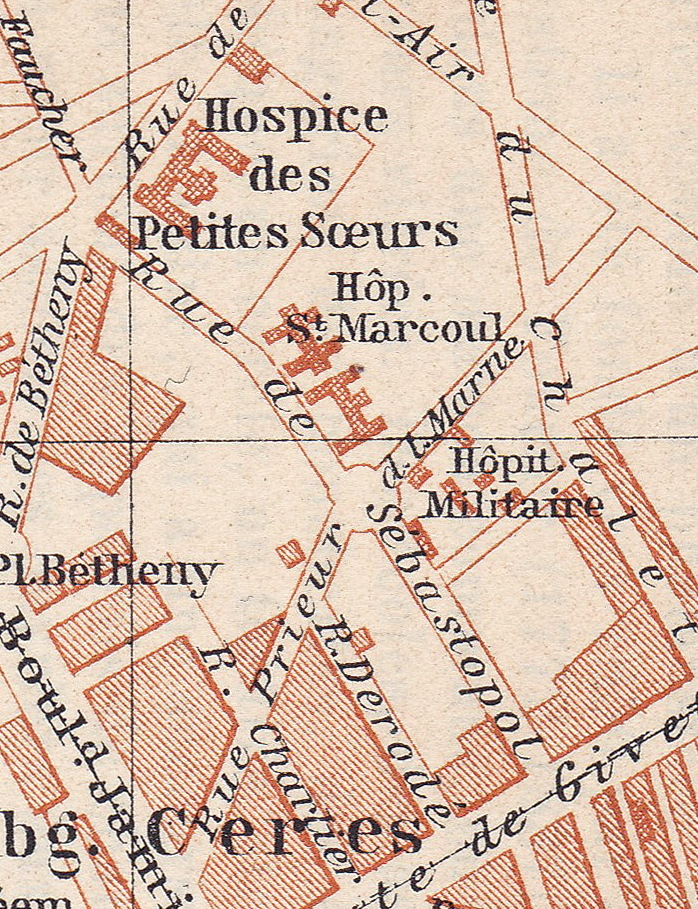
L'hospice des petites-soeurs, l'hospice Sébastopol, ici noté st-Marcoul et lhôpital militaire en 1908.

La maison de convalescence Sébastopol, place Marguerite Rousselet, est construite en 1896, grâce aux legs généreux de trois rémois : Mme Pommery, Edgard de Brimont et M. Lundy. Elle est inaugurée le 15 juillet 1895 par le président de la République de l’époque.

### Hospice Roederer-Boisseau
L’Hospice Roederer-Boisseau, résidence pour personnes âgées située 72 rue de Courlancy, est fondé grâce au legs de Marie-Louise Boisseau, veuve d’Eugène Roederer. Il est réservé en priorité aux personnes âgées des quartiers Sainte-Geneviève et Sainte-Anne. Il est inauguré, le 19 octobre 1899, par l’archevêque Benoît Langénieux et quelques autres personnalités dont Charles Heidsieck.

## AuXXesiècle

### Le dispensaire Calmette
Le premier dispensaire antituberculeux, est fondé rue Jacquart à Reims en 1901, par Nouvion Jacquet sous le nom de dispensaire Calmette. Huit médecins y travaillent gratuitement ainsi qu’un interne des hôpitaux et un secrétaire enquêteur. Il était complété par le parc de la Cure-d'Air.

### Hôpital américain de Reims

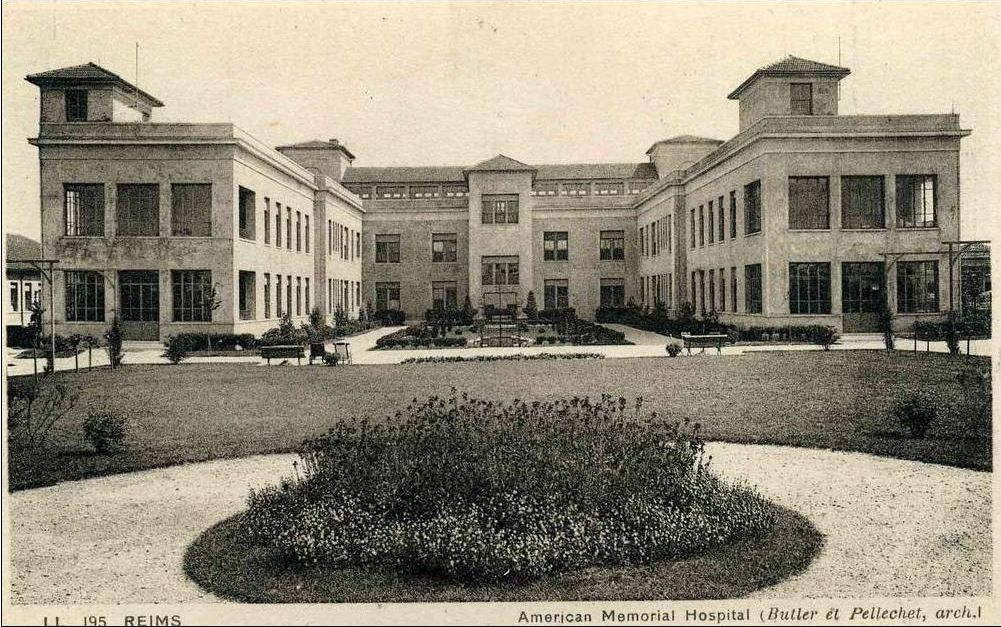
Ouverture de l'hôpital américain.

Le 30 avril 1925, l’Hôpital américain de Reims, hôpital pour enfants  par les architectes Charles Buttler et Auguste-Raoul Pellechet, est inauguré. À l’époque de la construction, comme certains morts américains ont été enterrés dans des fosses communes, sans sépultures identifiées, il a été décidé que l'hôpital sera leur monument aux morts et s'appelle donc l'American Memorial Hospital de Reims.

### Hôpital Maison-Blanche
La construction de l’Hôpital Maison-Blanche fut décidée le 8 juillet 1920 et les travaux confiés à Hippolyte Portevin et Marcel Portevin, qui proposent un plan en peigne présentant une série de pavillons parallèles en briques rouges. L’hôpital Maison Blanche est construit entre 1926 et 1933.
Le 2 juin 1935, l’hôpital est inauguré par le président de la République Albert Lebrun, en présence du maire de Reims Paul Marchandeau. Il pouvait accueillir 7 000 malades.

### Maison de retraite de Saint-Maurice

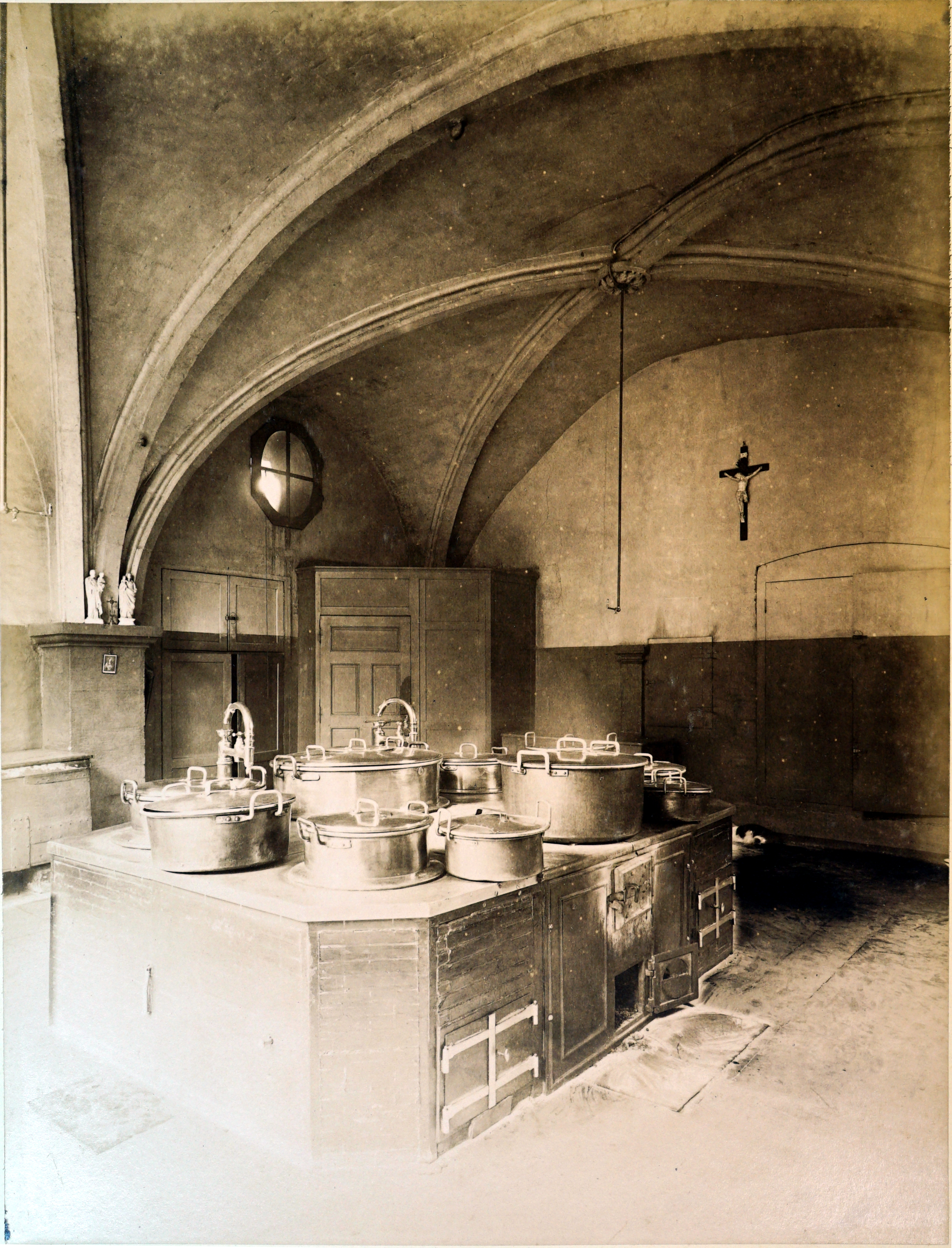
La cuisine.

Après l'expulsion des Jésuite en 1762, le collège des Jésuites devient l'hôpital général de Reims jusqu'en 1972.
Ce bâtiment, construit par l’architecte Narcisse Brunette, de 1885 à 1895 constitue une extension de l’Hôpital général installé dans l'ancien collège des Jésuites. Il est d’abord spécialisé dans l’accueil des jeunes orphelins.
Après la deuxième guerre mondiale, le bâtiment devient la maison de retraite de Saint-Maurice.